# Ixora brachyanthera
Ixora brachyanthera är en måreväxtart som beskrevs av Cornelis Eliza Bertus Bremekamp. Ixora brachyanthera ingår i släktet Ixora och familjen måreväxter. Inga underarter finns listade i Catalogue of Life.